# Sisyra nilotica
Sisyra nilotica är en insektsart som beskrevs av Bo Tjeder 1957. Sisyra nilotica ingår i släktet Sisyra och familjen svampdjurssländor. Inga underarter finns listade i Catalogue of Life.